# Огоревц
Огоревц (словен. Ogorevc) — поселення в общині Шторе, Савинський регіон, Словенія. Висота над рівнем моря: 323,4 м.